# Semana Trágica (Argentinien)

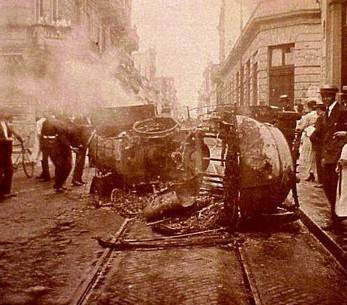
Straßenszene in Buenos Aires, ausgebranntes Fahrzeug

Bei der Semana Trágica (Deutsch: Tragische Woche) handelt es sich um die blutige Niederschlagung eines Arbeitskampfes in Buenos Aires, Argentinien. Sie fand in der zweiten Januarwoche (beginnend am 7. Januar) des Jahres 1919 statt. Dabei kamen etwa 800 Arbeiter ums Leben.

## Ablauf
Bereits im Dezember 1918 streikten 2.500 Arbeiter der metallurgischen Fabrik Pedro Vasena e Hijos für bessere Arbeitsbedingungen und höhere Löhne. Die regelmäßige Arbeitszeit betrug zu dem Zeitpunkt 11 Stunden täglich, zuzüglich unbezahlter Überstunden. Am 7. Januar 1919 eröffneten angeworbene Streikbrecher mit Unterstützung von Polizei- und Feuerwehrkräften das Feuer auf die Streikenden. Vier Arbeiter kamen ums Leben. Die Regierung von Hipólito Yrigoyen hatte dem Unternehmer Vasena zuvor ihre Unterstützung zugesichert und setzte an den folgenden Tagen auch das Militär ein.
Sozialisten, Anarchisten und Syndikalisten organisierten den weiteren Arbeitskampf und riefen zum Generalstreik auf. Am 9. Januar kam es während der Beerdigung der zwei Tage zuvor gestorbenen Arbeiter zu einem erneuten gewaltsamen Aufeinandertreffen zwischen der Polizei und demonstrierenden Arbeitern, von denen zahlreiche mittlerweile selbst bewaffnet waren. Die Arbeiter griffen dabei auch eine katholische Kirche mit Steinen an, in der sich Einsatzkräfte verschanzt hatten. Die Kirche, die traditionell antisozialistisch eingestellt war und mit der Oberschicht paktierte, verbreitete daraufhin die Fehlinformation, es würde sich bei den Angreifern um Ausländer (Russen und Katalanen) sowie um Juden handeln. Auf dem Friedhof Chacarita eröffneten die Einsatzkräfte das Feuer. Nach Angaben syndikalistischer Zeitungen starben bei diesem Massaker etwa 100 Personen.
Bis zum 14. Februar kam es zu weiteren Auseinandersetzungen zwischen Arbeitern und Polizeikräften. Letztere wurden von paramilitärischen, arbeitgebernahen Gruppierungen wie der Liga Patriótica Argentina unterstützt. Die Liga Patriótica Argentina setzte sich aus Angehörigen der Oberschicht zusammen und wurde von argentinischen Militärs mit automatischen Waffen und militärischem Know-how unterstützt. Sie attackierten die demonstrierenden Arbeiter an mehreren Orten der Stadt und führten darüber hinaus unter Duldung der Polizeikräften einen antisemitischen Pogrom aus, bei dem auch Synagogen und Bibliotheken angezündet wurden.
Schließlich einigte sich die Regierung mit dem Gewerkschaftsverband FORA auf eine Lohnerhöhung und bessere Arbeitsbedingungen und die Gewerkschaften und die Sozialistische Partei riefen zur Wiederaufnahme der Arbeit auf. Insgesamt waren etwa 700 Arbeiter ums Leben gekommen und weitere 4000 verletzt worden. Konsequenzen für die Einsatzkräfte und ihre Führung gab es keine. Im Gegenteil, in den folgenden Monaten wurden in der Oberschicht Sammlungen für die paramilitärischen vermeintlichen Beschützer von Recht und Ordnung durchgeführt.
In der Folge kam es auch in Patagonien zu Massakern an streikenden Arbeitern, so etwa auf den argentinischen Latifundien der chilenischen Unternehmerin Sara Braun.